# Molophilus (Molophilus) bipenniger
Molophilus (Molophilus) bipenniger is een tweevleugelige uit de familie steltmuggen (Limoniidae). De soort komt voor in het Oriëntaals gebied.